# Alfred Fröhlich
Alfred Fröhlich (Vienna, 15 agosto 1871 – Cincinnati, 22 marzo 1953) è stato un neurologo e farmacologo austriaco naturalizzato statunitense.

## Biografia
Nel 1895 si laureò all'Università di Vienna e divenne assistente di Carl Nothnagel (1841–1905). Nel 1905 divenne membro del dipartimento di farmacologia di quella università e dal 1919 al 1939 fu professore di farmacologia e tossicologia. Dopo l'invasione nazista dell'Austria, Fröhlich emigrò negli Stati Uniti d'America, dove si impiegò al May Institute of Medical Research of the Jewish Hospital di Cincinnati. Qui continuò le sue ricerche sul sistema nervoso centrale.
Viene ricordato per i suoi studi sugli effetti della ghiandola pituitaria sul sistema nervoso autonomo. Con Otto Loewi (1873–1961), realizzò una ricerca farmacologica sulla cocaina. Fu amico di Harvey Cushing, che incontrò nel 1901 quando collaborava con Charles Scott Sherrington a Liverpool. Oltre che nel suo laboratorio, lavorò anche nei laboratori marini di Napoli, Helgoland e Woods Hole nel corso della sua attività professionale.
Morì nel 1953 a Cincinnati.

## Sindrome di Fröhlich
Nel 1901 realizzò una completa descrizione della distrofia adiposo-genitale, sulla quale realizzò la pubblicazione Ein Fall von Tumor der Hypophysis cerebri ohne Akromegalie. Questa malattia è caratterizzata da obesità di tipo femminile abbinata a maturazione sessuale ritardata, ed è causata da tumori dell'ipofisi. In onore della sua scoperta, questa patologia divenne nota come "sindrome di Fröhlich". Viene talvolta indicata come sindrome di Babinski-Fröhlich, denominata in collaborazione con Joseph Babinski, che diede una descrizione autonoma della malattia un anno prima, nel 1900.

## Principali pubblicazioni
- Ein Fall von Tumor der Hypophysis cerebri ohne Akromegalie (A case involving a tumor of the hypophysis cerebri without acromegaly), In: Wiener klinische Rundschau, 1901, 15: 833–836; 906–908.
- Pharmakologie des Centralnervensystems (Pharmacology of the central nervous system). In: Handbuch der normalen und pathologischen Physiologie. Volume 10, Wien, 1927.
- Pharmakologie des vegetativen (autonomen) Nervensystems (Pharmacology of the autonomic nervous system), In: Handbuch der normalen und pathologischen Physiologie. Volume 10, Wien, 1927.
- Allgemein lähmende und erregbarkeitssteigernde Gifte, In: Handbuch der normalen und pathologischen Physiologie. Volume 9, Wien, 1929.